# Methia enigma
Methia enigma là một loài bọ cánh cứng trong họ Cerambycidae.